# عبد الإله السيافي
عبد الإله عبد الواحد السيافي لاعب كرة قدم سعودي، يلعب كلاعب وسط لعب سابقاً مع نادي النجوم.